# 船越神社 (志摩市)
船越神社（ふなこしじんじゃ）は、三重県志摩市にある神社である。旧社格は村社。

## 祭神
天照皇大神を主祭神として以下の8柱を祀る。
- 豊受大神（旧贄島社の祭神）
- 応神天皇（旧八幡神社の祭神）
- 猿田彦命（旧愛神社の祭神）
- 大山祇命（旧山神社の祭神）
- 不詳4座（旧秋葉社祭神の火鎮神や、旧七本松神社の祭神で大神の馬蹄とされる馬蹄石ほかを祀るという[1]）

主祭神始め、いずれも勧請年月は不詳である。

## 歴史
鎮座地船越は、古来伊勢神宮の三節祭に生魚を神贄として献上しており、その漁獲方も伝来されて来たというが、鎌倉から室町時代にかけて、『神鳳鈔』に「東船越御厨」として現れる伊勢の内宮の神領とされた地であり、この御厨に奉祀された神明社を村の氏神としたものとされる。また、御贄の供進地であったため、御饌神（みけつかみ）として豊受大神を祀る贄島社も付近に創建されたという。ちなみに、大王崎のある波切地区寄りにある岩礁三島山付近の漁業権を巡って、古来波切と紛争を起こしたが、その度に船越側は伊勢神宮へ奉献する神饌の採取場所であるので譲れないと主張していた。中世船越左衛門の領有となり、その後波切城を拠点に支配地を広げていた九鬼氏に支配され、近世には鳥羽藩領とされた。船越氏や九鬼氏に領有されてからも内宮への贄の献上は続けられていたが、中世以降蘇民将来信仰と牛頭天王信仰が広まると神明社としての祭儀が軽んじられ、牛頭天王を配祀するとともに天王祭を行なうようになり、牛頭天王が主祭神とされるようにもなった。
1871年（明治4年）に牛頭天王を主神とする「津島社」に改称して村社に列したが、典籍にあわないとして1876年（同9年）10月に再度「船越神社」と改称した。
1907年（明治40年）12月5日に境内の若宮社、無格社の八幡宮、愛神社、山神社、秋葉社、七本松社、舟古志社、贄島社を合祀する許可を受け、同20日に合祀祭を行なった。
1958年（昭和33年）2月3日、境内に富士航空のセスナ機が墜落。乗員4人が死亡。志摩市立船越中学校校庭の人文字を撮影するため飛行中、何らかの理由で失速したもの。
1986年（昭和61年）、神馬の銅像が境内に奉納された。

## 社殿
明治以前の社殿の記録が残されておらず定かではないが、明治12年（1879年）2月20日、同40年（1907年）12月20日、昭和14年（1939年）10月18日に遷宮が行なわれた記録が残され、ここまでは木造の社殿であったが、昭和36年（1961年）10月18日に行なわれた遷宮で、神饌所（19.78m2）と鉄筋コンクリート造の拝殿（77m2）、内削ぎの千木と、5本の鰹木を持つ鉄筋コンクリート製神明造の本殿（4.95m2）となった。

## 神紋
神紋は五瓜に唐花。

## 境内
境内敷地面積は 6,800m2である。
馬蹄石
旧七本松神社祭神で大神の馬蹄とされる馬蹄石が明治40年の合祀に伴い移転された。高さ1.5m、直径1.3mのこの石には直径10cmほどのくぼみが2か所あることから「馬蹄石」と呼ばれ、巨石信仰の名残であると考えられている。
山の神
狛犬
参道中程に1対と、第2鳥居前に1対の狛犬が置かれている。

## 宝物
太刀：79cm、文化年間に尾張の刀匠が作ったとされる。

## 交通
- 最寄駅：近鉄志摩線鵜方駅から約11km。
- 最寄バス停：船越浜バス停下車徒歩約5分。鵜方駅より御座港行または越賀中学校前バス約30分。